# La Cambe
La Cambe település Franciaországban, Calvados megyében. Lakosainak száma 552 fő (2022. január 1.). La Cambe Canchy, Cardonville, Colombières, Cricqueville-en-Bessin, Deux-Jumeaux, Géfosse-Fontenay, Grandcamp-Maisy, Monfréville, Saint-Germain-du-Pert és Saint-Pierre-du-Mont községekkel határos.

## Népesség
A település népességének változása:
| Lakosok száma | 615  | 552  | 588  | 609  | 628  | 589  | 561  | 546  | 548  | 552  |
|               | 1968 | 1982 | 1990 | 2006 | 2013 | 2015 | 2017 | 2019 | 2020 | 2022 |